# Proteïna recombinant

Estructura química de l'hormona somatostatina, la primera proteïna recombinant de la història.

Les proteïnes recombinants són aquelles que s'obtenen en ser expressades en una espècie o cèl·lula diferent de la cèl·lula de la qual és originària. La proteïna s'obté per l'expressió del gen que pot haver estat introduït a la cèl·lula mitjançant una transformació bacteriana, una transfecció transitòria, una infecció vírica o integració del gen d'interès al genoma d'una línia cel·lular, tot generant una línia cel·lular estable. Cal tenir en compte que expressar una proteïna d'un determinat organisme en un altre (per exemple expressar un gen humà en un llevat) pot tenir conseqüències, com canvis de conformació o un patró erroni en les modificacions post-traduccionals, cosa que pot alterar el funcionament biològic de la proteïna o afectar la seva immunogenicitat. Segons la complexitat de la proteïna a produir, es triarà una plataforma de producció cel·lular o una altra: llevats, bacteris, insectes, cèl·lules d'insecte, cèl·lules de mamífer…
Existeixen dos grans exemples històrics de proteïnes recombinants. La primera que es va sintetitzar va ser la somatostatina. La somatostatina és l'hormona d'anti-creixement. En ser una proteïna petita i fàcil de produir va ser un èxit científic però al mateix temps un fracàs econòmic. Això era lògic, hi havia poques persones al món que veritablement necessitessin una hormona de anticreixement. Més tard es va produir insulina in vitro, i això sí que va suposar una gran revolució, ja que és una proteïna que necessiten 170 milions de diabètics. Abans de ser generada in vitro era produïda a partir del pàncrees del porc. Hi ha dues estratègies per produir insulina recombinant, podem sintetitzar una cadena simple in vivo i digerir in vitro amb proteases, o bé sintetitzar cada cadena per separat in vivo i després unir químicament in vitro.

## Producció de proteïnes recombinants
Per produir una proteïna recombinant cal considerar els següents passos:
- El gen s'ha de clonar i caracteritzar.
- El gen ha de sub-clonar-se en un vector d'expressió adequat, per després ser transferit a la plataforma cel·lular d'expressió. Exemples d'aquests vectors en són: virus, plasmidis, còsmids o YAC.
- Perquè la proteïna generada sigui terapèuticament útil, la proteïna ha de retenir la seva funcionalitat biològica i han d'existir proves per comprovar la funcionalitat i biocompatibilitat del producte.
- L'assaig in vitro no evita problemes d'inmunoresposta.

### Producció en bacteris
Les proteïnes sintetitzades a partir de bacteris són les més fàcils d'aïllar, ja que és més fàcil conrear que altres organismes. No obstant això, els bacteris no fan splicing i tampoc glicosilan ni duen a terme totes les modificacions post-traduccionals necessàries per a la funció de la proteïna.

### Producció en llevats
Els llevats són organismes eucariotes amb els quals podem treballar fàcilment en un àmbit industrial. El llevat sí que duu a terme glicosilació, però de forma diferent als humans. A causa d'això aquestes proteïnes poden ocasionar problemes de resposta immunitària.

### Producció en cèl·lules d'insectes
En aquest cas podem acceptar dues varietats de produir aquestes proteïnes: en primer lloc, podem posar aquestes cèl·lules en un medi especial i inocular amb baculovirus, que no resulten malèvols per als humans (no els infecten). En segon lloc podem utilitzar insectes complets per a la producció de la proteïna. En aquestes alternatives, la glicosilació segueix sent un problema, ja que sol ser diferent. Els humans fan glicosilacions complexes que no són capaços de fer els insectes. Moltes vegades, es busquen mutants que siguin capaços de glicosilar de forma semblant als humans.

### Producció en cultius cel·lulars
Aquí estarem utilitzant cultius en què si la proteïna s'excreta, es purifica el líquid i si és intracel·lular, trenquem les cèl·lules i purifiquem. Per l'escalat, cal tenir en compte que les cèl·lules creixen per adhesió. Si utilitzem cèl·lules de mamífer, ens estarem apropant molt a la glicosilació dels humans. Seran en aquest cas bastant complexes aquestes modificacions posttraduccionales, però no seran idèntiques en molts casos. Els inconvenients és que solen ser cultius lents, ia més augmentant en gran manera el risc de contaminació fúngica i bacteriana. Cal saber que la glicosilació de l'home i del mico és diferent a la resta de mamífers, de manera que no produïm el gal-alfa-1 ,3-gal com sucre terminal. I és que la glicosilació varia en cada teixit, són com etiquetes que les cèl·lules generen per portar les seves proteïnes d'un costat a altre de la cèl·lula. A més són marcadors i ajuden a determinar el plegament, estructura i funció de la proteïna.

## Exemples de proteïnes recombinants
Factors de creixement, interleucines, hormones (interferó, hormona del creixement, FSH, etc.), receptors, vacunes, anticossos monoclonals, enzims, hemoglobina, etc. Cal destacar els següents dos exemples:
- Somatostatina: És una hormona d'anti-creixement formada per 14 aminoàcids. Va ser la primera proteïna recombinant produïda en llevats, això va suposar un avenç científic en el camp de la proteòmica recombinant però un fracàs econòmic atès que els casos en què cal la seva aplicació són molt limitats i escassos.
- Insulina: Al món hi ha 170 milions de diabètics de manera que la producció d'insulina recombinant suposa un mercat molt ampli. Actualment hi ha dues estratègies per les quals s'obté:

1) Es produeix l'expressió in vivo d'un única cadena i es porta a terme el processament d'aquesta in vitro amb l'acció de proteases.
2) Es produeix l'expressió in vivo de cadascuna de les cadenes que componen la insulina per separat i s'uneixen in vitro mitjançant tècniques químiques.
L'avantatge que presenten aquestes dues estratègies és que no cal una altra modificació post-taducional.